# Heterocrossa gonosemana
Heterocrossa gonosemana är en fjärilsart som beskrevs av Edward Meyrick 1882b. Heterocrossa gonosemana ingår i släktet Heterocrossa och familjen Carposinidae. Inga underarter finns listade i Catalogue of Life.